# Phlyctaina fuliginosa
Phlyctaina fuliginosa är en fjärilsart som beskrevs av Druce. Phlyctaina fuliginosa ingår i släktet Phlyctaina och familjen nattflyn. Inga underarter finns listade i Catalogue of Life.